# William Gibson (escritor)

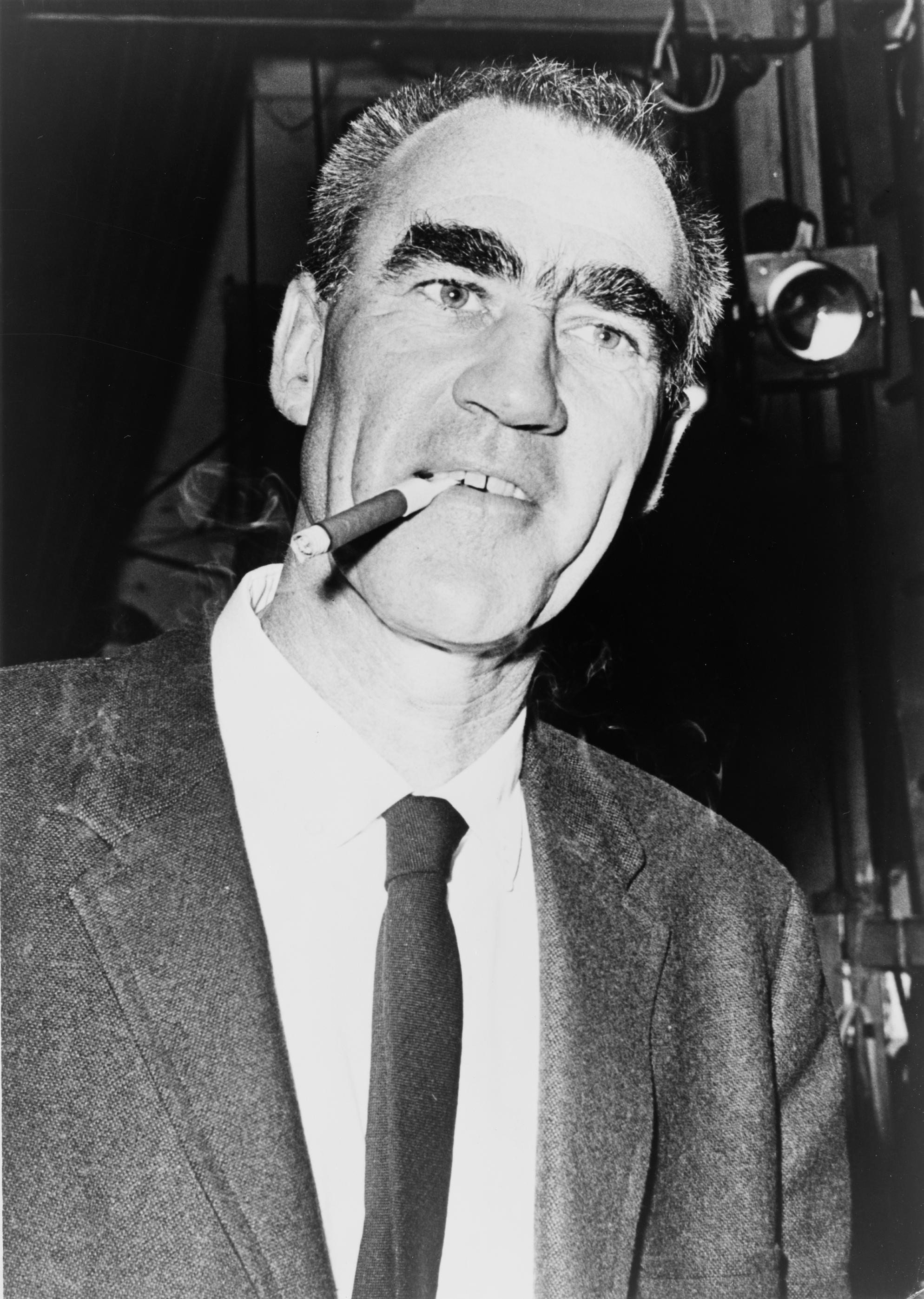
William Gibson (1964)

William Gibson (*13 de noviembre de 1914, Nueva York – † 25 de noviembre de 2008, Stockbridge, Massachusetts) fue un novelista y dramaturgo estadounidense.
Descendiente de irlandeses, franceses, neerlandeses, rusos y alemanes conoció la fama cuando escribió The Miracle Worker (El milagro de Ana Sullivan, 1959), la historia de la educación de Helen Keller por la que ganó el premio Tony, adaptada del guino para televisión de 1957.
Volvió a adaptar la obra para el largometraje de 1962 dirigido por Arthur Penn y que fue nominado por la Academia como mejor guion y ganadora de dos Oscar a las actrices Anne Bancroft y Patty Duke, que ya habían ganado el Tony en la versión teatral. 
Para Broadway escribió Two for the Seesaw en 1958, con Henry Fonda y Anne Bancroft. Por el musical basado en Golden Boy de Clifford Odets volvió a ser nominado para el Tony en 1964.
Escribió un unipersonal sobre Golda Meir que obtuvo gran éxito en Broadway.
Gibson se casó con la psiquiatra Margaret Brenman-Gibson en 1940. Tuvieron dos hijos, Daniel y Thomas.